# Dicsőszentmárton

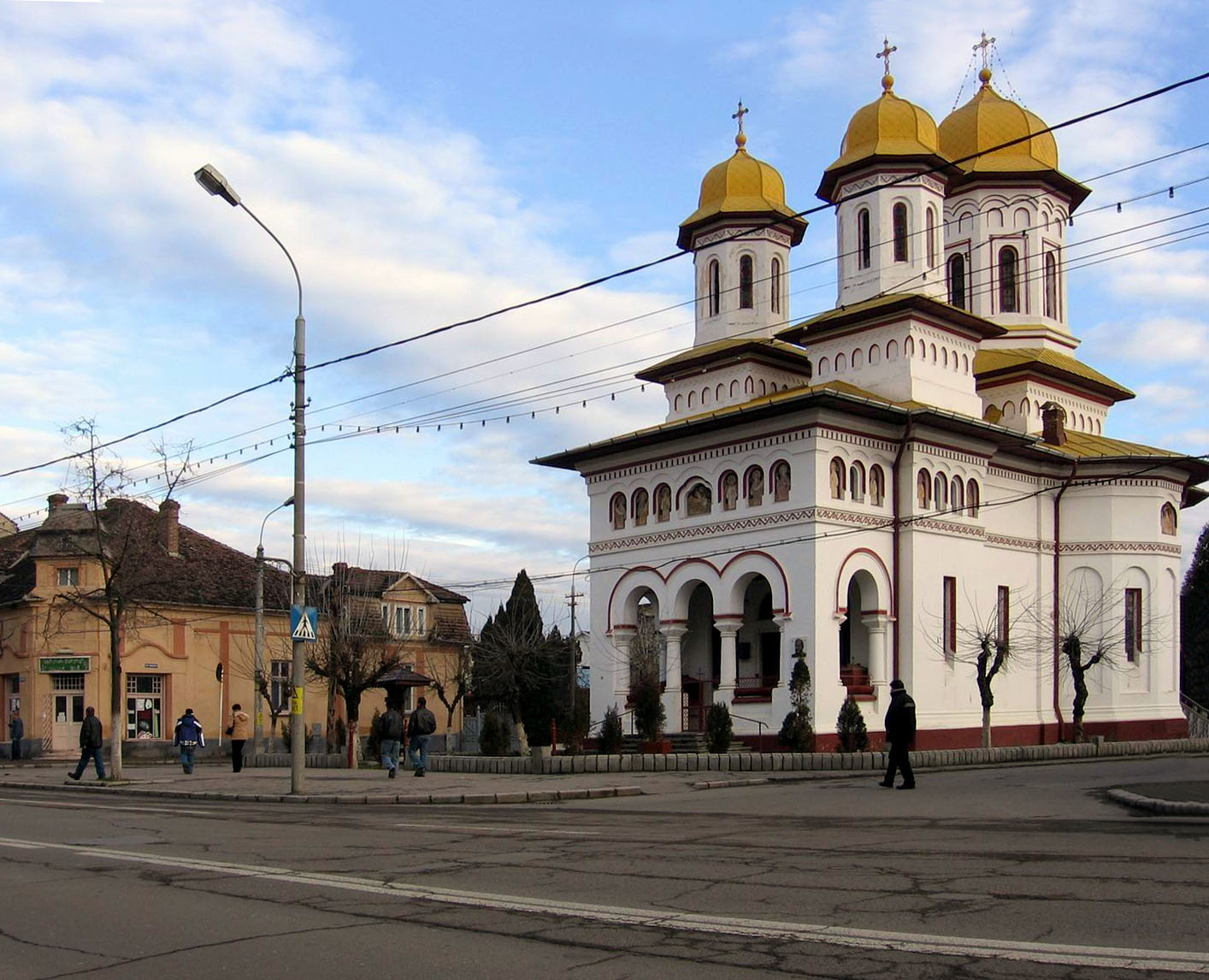
Az ortodox templom

Dicsőszentmárton (románul Târnăveni, korábban Diciosânmartin, németül Sankt-Martin, korábban Marteskirch, szászul Mierteskirch) municípium Romániában, Maros megyében. A Kis-Küküllő-mente központi települése, ipari központ, municípium, az egykori Kis-Küküllő vármegye székhelye.

## Fekvése
A Kis-Küküllő jobb partján fekszik, Marosvásárhelytől 33 km-re délnyugatra Medgyestől 20 km-re északra.

## Nevének eredete
Nevét a „Dicsőséges Szent Márton” tiszteletére emelt templomáról kapta. Mai román neve a Kis-Küküllő román Târnava Mică nevéből ered.

## Története
Árpád-kori település. Nevét 1278-ban Tysheu Sent Martun néven említette először oklevél.
1322-ben és 1332-ben S. Martino, 1348-ban Tenthmartun, 1386-ban Dychewzenrmartonnak írták.
Első ismert birtokosa 1278-ból ismert; ekkor Nagy Albert fiaié volt, akik a birtokot 50 M-ért eladták szerviensüknek Des fivérének Pálnak, ekkor határát is leiratták.
1390-ben losonci Dezsőfi László erdélyi vajda volt birtokosa.
1403-ban Zsigmond király mivel utolsó birtokosa Losonczi László fia János utód nélkül halt meg; a birtokot Kizdi Sándornak és fiainak adományozta, akik Nápolyi László lázadása idején mellette hűségesek maradtak.
A 15. században több birtokosa is volt, így a Szentléleki, Keszi, Somkeréki Erdélyi, Baládfi, Gerendi, Bánffy családok is.
Dicsőszentmárton 1466-ban már mezőváros, ez év január 2-án az erdélyi nemesek itt tartották közgyűlésüket is.
Később Küküllő vármegyének is székhelye volt.
Az 1690 körül készült Nova et Accurata Transylvaniae Descriptio térképen Kockelsburg néven tűnik fel a település.
1910-ben 4417 lakosából 3210 magyar, 957 román, 118 német volt.
A trianoni békeszerződésig Kis-Küküllő vármegye székhelye volt.
1992-ben 28 634 lakosából 20 054 román, 5966 magyar, 2368 cigány és 214 német volt.
Rohamos fejlődése a vasútnak, valamint a környékén feltárt földgáznak köszönhető. A Nitrogénművek 1916-tól üzemel, 1937-ben indult a fémfeldolgozó üzem, majd hőerőmű épült. A vegyi anyagok gyártása a város környékét nagy mértékben szennyezi.
1998-ban kapott municípiumi rangot.
A 2011-es népszámlálás szerint lakosainak száma 22 075 fő, ebből román 16 289, magyar 3163, cigány 923, egyéb 48. Nem nyilatkozott hovatartozásáról 1652 fő. A cigányok valós aránya lényegesen magasabb lehet a népszámlálási adatoknál, az Erdélystat becslése szerint Dicsőszentmárton lakosságának a 23%-a cigány.

## Látnivalók
- A városnak 13. századi eredetű, a 16. században átépített unitárius temploma van. Ugyancsak a főtéren áll a görögkatolikus, a református, a római katolikus és az evangélikus templom is.
- A város fontosabb műemlékei a Pekry-kastély és a Béldi-ház.
- A főtéren áll a capitoliumi farkas szobrának másolata, mely a románok állítólagos latin eredetére utal.

## Ismert emberek
- Bényi Árpád festőművész
- Bölöni László labdarúgó
- Demjén Attila festő
- Dobay László (1873-1943) oológus, ornitológus, természettudományi író.
- Gyárfás Elemér jogász, közíró, politikus
- Jászberényi Emese újságíró, rádióriporter, szerkesztő
- Katona Ádám irodalom- és művelődéstörténész, kritikus, újságíró
- Király Károly politikus
- Koródi József tanár, muzeológus, restaurátor
- Kuti Albert (1844-1893) ügyvéd, Kis-Küküllő vármegye főügyésze
- Láday István, csendőr, később államtitkár
- Ligeti György zeneszerző
- Marton Ernő író, szerkesztő, műfordító
- Maurer Gyula matematikus
- Pataki Adorján operaénekes
- Pálffy Tibor színművész
- Ugray György szobrász
- Sipos Domokos író
- Szabó György irodalomtörténész

## Testvérvárosok
- Hajdúszoboszló, Magyarország
- Ronchin, Franciaország